# Gustaf Cederstam
Gustaf Cederstam, före adlandet Cornéer, född 6 maj 1719 i Karlshamns församling, Blekinge län, död 20 oktober 1793 i Byarums församling, Jönköpings län, var en svensk jurist. 

## Biografi
Gustaf Cederstam föddes 1719 i Karlshamn. Han var son till vice borgmästaren Johan Cornéer och Regina Schweder. Cederstam blev 1732 student vid Lunds universitet och 1741 auskultant i Göta hovrätt. Han blev 15 mars 1744 arkivarie i Göta hovrätt, 1 september 1747 auditör vid Södra Skånska kavalleriregementet och 16 januari 1751 advokatfiskal i Göta hovrätt. Cederstam blev 9 maj 1754 assessor i Göta hovrätt och adlades Cederstram 2 december 1756. Han blev 7 februari 1759 hovrättsråd och ätten Cederstam introducerades 1776 i Sveriges Riddarhus som nummer 2042. Han blev 23 juli 1788 vice president i Göta hovrätt och avled 1793 på Gärahov i Byarums socken.

### Egendom
Cederstam

### Familj
Han gifte sig 1 juni 1755 på Hook i Svenarums socken med Anna Sara Ehrenpreus (1736–1803), dotter till överdirektören Nils Ehrenpreus och Anna Christina Stedt. De fick tillsammans barnen Anna Regina Cederstam (1756–1832), Sigrid Elisabet Cederstam (1757–1812), majoren Nils Cederstam (1758–1800) vid Smålands kavalleriregemente, Carl Cederstam (född 1760), en dotter (1761–1761), hovrättsrådet Johan Gustaf Cederstam (1762–1837) i Göta hovrätt, Claes Henrik Cederstam (1764–1765), Hans Henrik Cederstam (1767–1772), Erik Julius Cederstam (1769–1772), Catharina Maria Cederstam (1774–1838) som var gift med löjtnanten greve Gabriel von Seth och Sara Juliana Cederstam (1777–1828) som var gift med löjtnanten Hampus Mörner.